# Relleno de seguridad

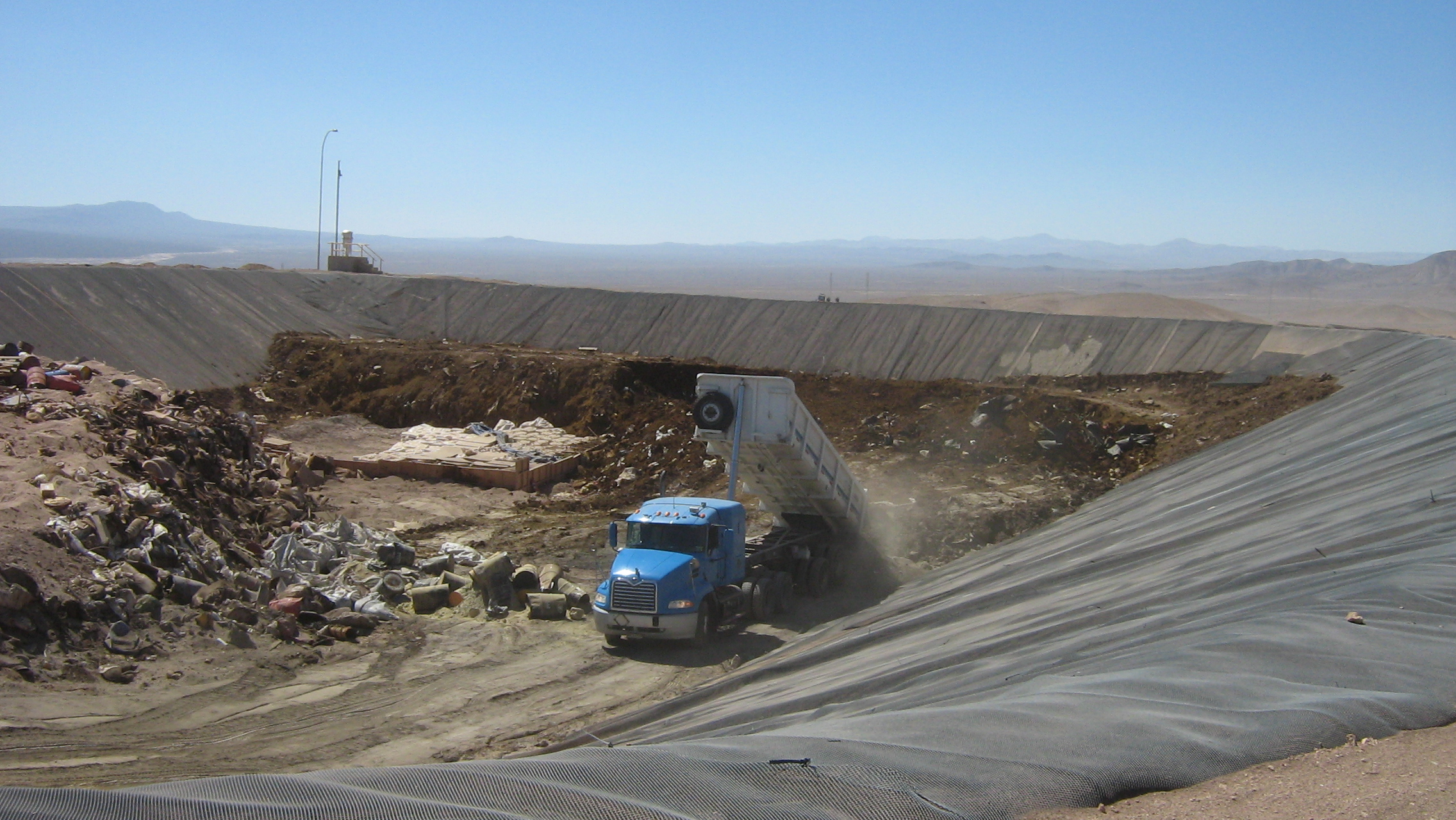
Relleno de seguridad para residuos químicos peligrosos provenientes de la minería (se aprecian los geotextiles en las paredes).

El relleno de seguridad es un depósito de seguridad diseñado para contener sustancias potencialmente peligrosas para la salud humana y el ambiente. Su especial diseño y gestión está respaldado por las normativas legales nacionales e internacionales y debe ser lo suficientemente seguro para confinar indefinidamente dichas sustancias.
Es un diseño autorizado para el tratamiento y disposición final de residuos peligrosos industriales.

## Aspectos legales
Las instalaciones del o los depósitos de seguridad han de someterse a las leyes medioambientales vigentes. Esencialmente, toda actividad que sea un emplazamiento nuevo debe someterse a un estudio de impacto ambiental.  El uso del suelo para esas funciones debe respetar las normas dictadas por el departamento de obras del municipio local.
El cumplimiento de las normativas sanitarias debe estar supervisado por el Ministerio de Salud y/o Medioambiente local.

## Ubicación
El emplazamiento del depósito no ha de situarse en terrenos cuya topografía demuestre conos aluvionales, cajas aluviales, corrientes de derrubios, terrenos inestables y ha de situarse lo más lejos posible de cuerpos de agua, napas freáticas.
No ha de situarse cerca de asentamientos humanos, lugares de interés turístico o reservas protegidas de la naturaleza o sitios de interés arqueológico. 
Idealmente ha de situarse en terrenos franco arcillosos cuyo coeficiente de permeabilidad tenga un valor inferior a 0.0000001 cm/s,  es deseable terrenos situados en el desierto, llanos, y protegidos de los vientos.

## Diseño
El diseño del depósito de seguridad no es tan diferente del Relleno sanitario, básicamente las diferencias están en el sistema de drenajes y número de capas de geomembranas aplicadas de grosor regulado( 0.76-1,53 mm) y soldadas con termo pistolas. Por lo general son de forma cubo rectangular y con acceso para vehículos pesados hacia su interior.  La distribución de los residuos, separados por celdas,  se realiza de acuerdo a la compatibilidad química.
El diseño del depósito establece que una parte de este sea semienterrada y una parte sea conformada por taludes, idealmente el total de la altura debe ser de unos 15 m, de los cuales 7 m son en talud de unos 20°-30° de inclinación, idealmente con una relación de catetos opuestos de 1:3.
Se considera en el diseño la aplicación de un doble sistema de drenaje entre capas de geomembranas protegidas por geotextiles de malla 400 por ambos lados.
Asimismo se considera en el diseño del drenaje, tuberías de HEDP perforadas insertadas en material drenante situada longitudinalmente respecto del perímetro del vaso con cámara de registro al exterior.
El suelo primario de asentamiento debe ser arcilla geosintética, arcilla natural o membranas GCL (bentonita).
Los pozos de captación deben estar situados al costado del eje longitudinal y conectados a piscinas de lixiviación.
El ingreso de residuos al depósito ha de ser de tal modo que impida la acumulación excesiva de estos y permita el desarrollo del frente de trabajo de las maquinarias pesadas.

## Manejo operacional y cierre del depósito
La densidad de manejo del depósito idealmente ha de acercarse al valor 1 o >1;  un valor inferior reduce la eficiencia de tratamiento de disposición final.
La cobertura del frente de trabajo ha de hacerse diariamente con 15 cm de terreno natural.
La densidad se controla con supervisiones topográficas de avance y el tonelaje que se ingresa a este.
Idealmente el depósito ha de mimetizarse con el entorno del paisaje y su cierre se realiza aplicando un tercio de la altura total formando una pequeña loma que permita la aplicación de una geomemembrana de 0.75 mm de polietileno a la que se aplica una cobertura de 30 cm de terreno natural para simular el paisaje del entorno.
No hay que introducir en el depósito: residuos de bifenilos policlorados, residuos hospitalarios sin tratar, residuos con alta carga de DBO, aceites residuales, restos de explosivos, elementos radioactivos, contenedores de gases o halones, residuos domiciliarios, aguas negras o residuos sin inertizar.

## Problemas operativos de los rellenos de seguridad
Los depósitos de seguridad por lo general presentan los siguientes problemas:
- Incendios por residuos no compatibles químicamente que reaccionan entre sí o vidrios expuestos a radiación solar (efecto lupa).
- Salida abrupta de gases indeseados por reacciones secundarias imprevistas (metano, gases sulfurosos).
- Deformaciones de la superficie por mala compactación.
- Rotura de las membranas por acción de tambores metálicos rasgados, trozos de metal o hierros.
- Infiltraciones de lixiviados por líquidos vertidos excesivamente o por obturación de tubos recolección.
- Derrumbes de taludes de trabajo por debilidad en la compactación del talud.
- Bajo índice de densidad relativa por trabajo ineficiente de compactado (generalmente bajo valor 1).